# Collessie
Collessie è un villaggio del Fife, Scozia, situato su una piccola collina nelle vicinanze di una chiesa storica risalente al XIII secolo.
La chiesa, consacrata dal vescovo di Saint Andrews nel luglio del 1243, fu rimodellata secondo la forma T nel 1839.